# Oxyophthalmellus somalicus
Oxyophthalmellus somalicus är en bönsyrseart som beskrevs av Rehn 1911. Oxyophthalmellus somalicus ingår i släktet Oxyophthalmellus och familjen Tarachodidae. Inga underarter finns listade i Catalogue of Life.